# Arthur Ernest Percival

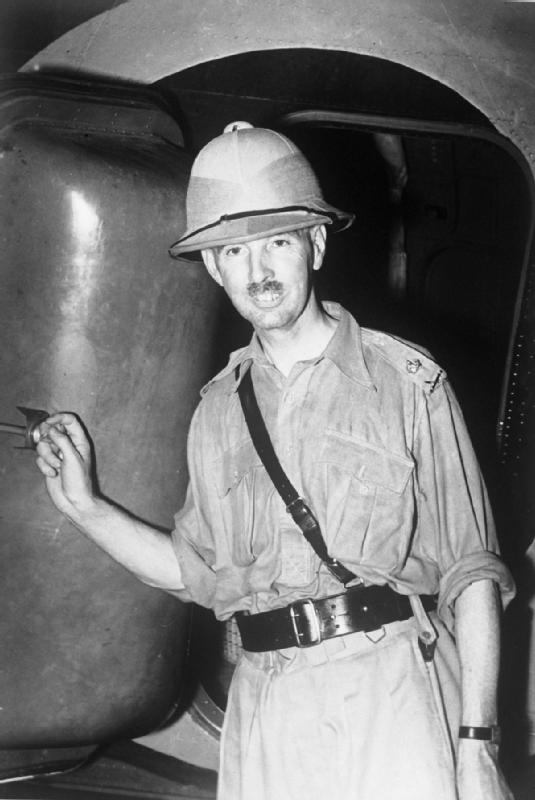
Lieutenant General Arthur Percival (August 1941)

Arthur Ernest Percival (* 26. Dezember 1887; † 31. Januar 1966 in London) war ein britischer Generalleutnant. Die Kapitulation seiner Einheiten am 15. Februar 1942 in Singapur wird als die größte britische Niederlage im Zweiten Weltkrieg angesehen.

## Leben

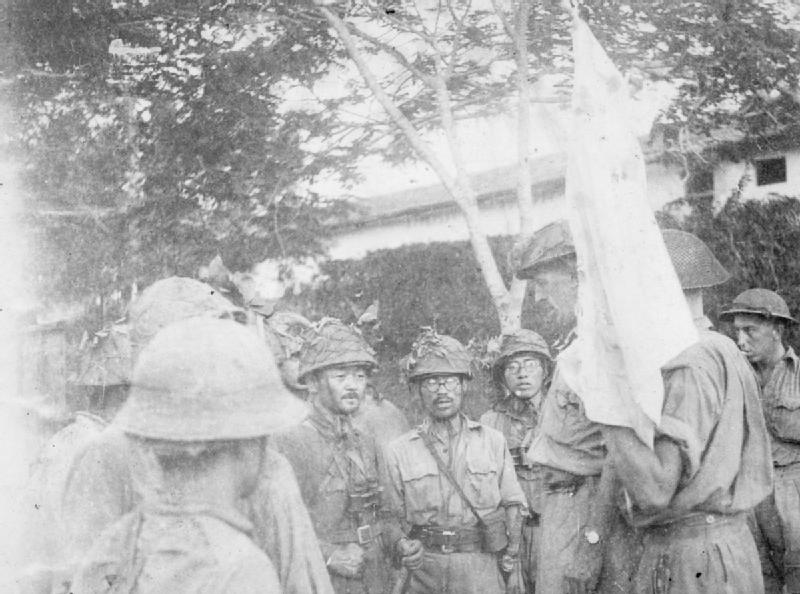
Percival bei der Kapitulation von Singapur am 15. Februar 1942

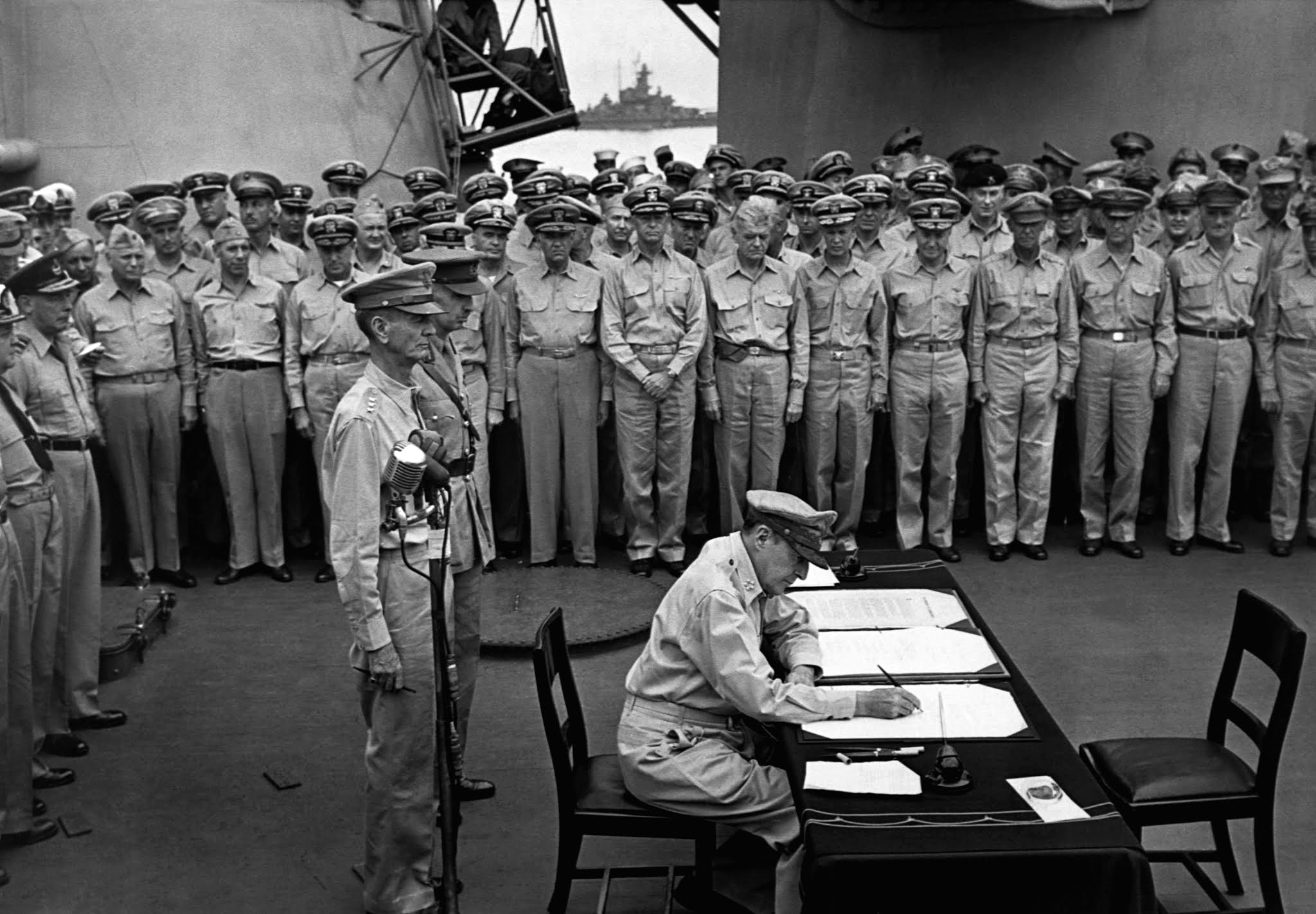
Unterzeichnung der japanischen Kapitulationsurkunde durch Douglas MacArthur (sitzend). Hinter ihm Wainwright und Arthur Percival.

Percival, der als Gefreiter (Private) des Officer Training Corps in den Ersten Weltkrieg ging, kämpfte 1916 im Rang eines Lieutenant an der Somme. Sein erstes Kommando erhielt er 1917, als ihm ein Bataillon anvertraut wurde. Kurz darauf übergab man ihm eine komplette Brigade. Nach dem Krieg diente Percival an verschiedenen Orten weltweit, so in Sandhurst, Russland und in Nigeria.
1930 kam Percival ans Staff College, dessen Kommandant John Dill war. Für die nächsten zehn Jahre diente er unter Dill. Kurz vor Ausbruch des Zweiten Weltkriegs erhielt er das Kommando über die 43th (Wessex) Division der British Expeditionary Force.
Nach der Evakuierung von Dünkirchen, 1940, übernahm Percival die 44th (Home Counties) Division zur Verteidigung der britischen Küste. Da er schon 1936–1938 in British Malaya gewesen war und entsprechende Asienerfahrung besaß, schickte ihn das Oberkommando im Frühjahr 1941 nach Malaysia, um dort das Kommando über die britischen Truppen zu übernehmen.
Einen Tag nach dem japanischen Angriff auf Pearl Harbor am 7. Dezember 1941 gingen an der malaiischen Halbinsel japanische Invasionseinheiten unter Tomoyuki Yamashita an Land. Percival hatte vergeblich sechs Divisionen mit Luftunterstützung zur Verstärkung gefordert; ihm standen nur die zweieinhalb vorhandenen zur Verfügung, die dazu noch schlecht ausgebildet waren.
Percival ordnete am 25. Januar 1942 den kompletten Rückzug aller alliierten Truppen nach Singapur an. Die Verteidigungsanlagen der Insel waren jedoch alle seewärts gerichtet, weil man mit einem Angriff von der Landseite wegen des widrigen Geländes nicht rechnete. Es begann die Schlacht um Singapur. Nachdem Anfang Februar die japanische Armee mit insgesamt 35.000 Soldaten, die in Teilen mit Fahrrädern beweglich gemacht waren, und ca. 200 Panzern – Percival hatte keine – bei Singapur gelandet war und in die Stadt vorrückte, kapitulierte Percival am 15. Februar mit 85.000 Soldaten und ging mit ihnen in japanische Gefangenschaft. Die Stadt Singapur mit ungefähr einer Million Einwohnern kam unter japanische Besatzung.
Percival wurde von den Japanern bis Kriegsende in der Mandschurei gefangen gehalten. Nach seiner Befreiung nahm er am 2. September 1945 – wie auch General Wainwright, der ebenfalls japanischer Kriegsgefangener gewesen war – an der Kapitulationszeremonie an Bord der Missouri teil.
Nach der Rückkehr nach Großbritannien verarbeitete Percival seine Erlebnisse und Erfahrungen in dem Buch The War in Malaya, das 1949 herausgegeben wurde. Am 31. Januar 1966 starb Arthur Percival in London.